# Wayne Orchiston
Pour les articles homonymes, voir Orchiston.
Wayne Orchiston est un historien des sciences australien, spécialiste d'histoire de l'astronomie, à laquelle il a apporté de nombreuses contributions au cours d'une carrière qui s'étend sur six décennies.

## Carrière
Orchiston commence sa carrière en tant qu'assistant technique dans la division de radiophysique de l'Organisation de recherche scientifique et industrielle du Commonwealth (CSIRO) à Sydney, en Australie, en 1961. Parallèlement, en tant qu'étudiant à temps partiel, il obtient une licence avec mention très bien, reçoit la médaille de l'université et a poursuivi avec un doctorat en préhistoire environnementale à l'université de Sydney. En 1973, il accepte un poste de post-doctorant en préhistoire et ethnohistoire à l'université de Melbourne, ce qui marque sa passion pour l'histoire de l'astronomie et, en particulier, de l'ethnoastronomie. Par exemple, à l'université James Cook de Townsville, dans le Queensland, en Australie, Orchiston lance le premier programme de doctorat à temps partiel hors campus en histoire de l'astronomie. Depuis, Orchiston occupe une série de postes au sein d'universités et de sociétés professionnelles, en se concentrant de plus en plus sur les aspects internationaux de l'histoire de l'astronomie.
Orchiston est membre de la faculté de l'Université des sciences et technologies de Chine. Il est également professeur adjoint au Centre d'astrophysique de l'Université du Southern Queensland, à Toowoomba (Queensland), en Australie, où il supervise des doctorants en histoire de l'astronomie.
Orchiston a cofondé en 1998 le Journal of Astronomical History and Heritage (JAHH), dont il est le corédacteur en chef. Wayne appartient à la deuxième génération de radioastronomes et a rencontré au cours de sa longue carrière la plupart des pionniers de la première génération. Il a compris l'importance de recueillir des témoignages de première main de ces scientifiques lorsqu'il en était encore temps, et d'entrer dans les détails de leur vie et de leurs travaux avant qu'ils ne tombent dans l'oubli. Il a rédigé lui-même de nombreux articles, notamment sur la radioastronomie australienne, dans le Journal of Astronomical History and Heritage, et a profité de ses contacts avec des collègues de nombreux pays, en particulier au sein du groupe de travail de l'UAI sur la radioastronomie historique, pour les convaincre d'écrire leurs souvenirs.
Orchiston est un auteur prolifique, avec plus de 500 publications sur l'astronomie, dont 15 livres entre 1998 et 2021. Plusieurs d'entre eux sont devenus des ouvrages de référence pour l'histoire astronomique de la Nouvelle-Zélande, de l'Australie, de l'Asie du Sud-Est et de l'Asie. Il est également l'auteur d'importantes études sur l'histoire de la radioastronomie en Australie, en Inde, au Japon et en Nouvelle-Zélande.

## Distinctions
Il est président de la Commission C3 (Histoire de l'astronomie) de l'UAI.
En 2013, l'UAI a nommé la planète mineure 48471 "Orchiston", et en 2019 il reçoit, conjointement avec Stella Cottam, une ancienne étudiante, le prix du livre Donald Osterbrock décerné par la Société américaine d'astronomie pour leur livre Eclipses, Transits and Comets of the Nineteenth Century : How America's Perception of the Skies Changed.
En 2024, il reçoit le prix LeRoy E. Doggett

## Publications
Il est le premier éditeur de la série d'ouvrages sur l'astronomie historique et culturelle de Springer, ainsi que le rédacteur thématique sur la radioastronomie de la troisième édition de l'encyclopédie biographique des astronomes de Springer.
- Cook Voyage 'Trading Stations' in early Protohistoric New Zealand (Dominion Museum, 1974)[4].
- Nautical Astronomy in New Zealand : The Voyages of James Cook (Carter Observatory, 1998).
- (en) Wayne Orchiston, A Polynesian astronomie perspective, In astronomy across cultures, édité par Helaine Selin, Kluwer Academic Publishers (2000)  (ISBN 0-7923-6363-9), pages 161-197.
- Wayne Orchiston (editor), The New Astronomy: Opening The Electromagnetic Window and Expanding our View of Planet Earth (Springer, 2005).
- [Montgomery, Orchiston et Whittingham 2009] (en) Colin Montgomery, Wayne Orchiston et Ian Whittingham, « Michell, Laplace and the origin of the black hole concept » [« Michell, Laplace et l'origine du concept de trou noir »], Journal of Astronomical History and Heritage, vol. 12, no 2,‎ juillet 2009, p. 90-96 (Bibcode 2009JAHH...12...90M, lire en ligne [PDF], consulté le 11 décembre 2017).
- (en) Hafez, Ihsan, Stephenson, F. Richard et Wayne Orchiston, Highlighting the history of astronomy in the Asia-Pacific region : proceedings of the ICOA-6 conference. Astrophysics and Space Science Proceedings, New York, Springer, 2011 (ISBN 978-1-4419-8161-5, lire en ligne).
- (en) Ronald Stewart, Harry Wendt, Wayne Orchiston et Bruce Slee, Highlighting the History of Astronomy in the Asia-Pacific, Springer, 2011, 589 p. (ISBN 978-1-4419-8160-8), « A Retrospective View of Australian Solar Radio Astronomy 1945-1960 »
- [Cottam et Orchiston 2014] (en) Stella Cottam et Wayne Orchiston, Eclipses, transits, and comets of the nineteenth century : how America's perception of the skies changed, Cham, Springer, coll. « Astrophysics and space science library » (no 406), septembre 2014 (réimpr. août 2016), 1re éd., XI-336 p., 15,6 × 23,4 cm (ISBN 978-3-319-08340-7 et 978-3-319-37775-9, OCLC 894328393, DOI 10.1007/978-3-319-08341-4, S2CID 126495071, SUDOC 181559080, présentation en ligne, lire en ligne).
- J. Sauter, I. Simonia, F. Richard Stephenson et W. Orchiston, La légendaire éclipse solaire totale du quatrième siècle en Géorgie : réalité ou fantasme ?, Springer Publishing, 2015.
- T. Nakamura et W. Orchiston (éditeurs), The Emergence of Astrophysics in Asia, Springer, Cham, 2017 (lire en ligne)